# Amaral Peixoto
Ernâni do Amaral Peixoto (Niterói, 14 de julho de 1904 — Rio de Janeiro, 14 de março de 1989) foi um militar e político brasileiro.

## Biografia

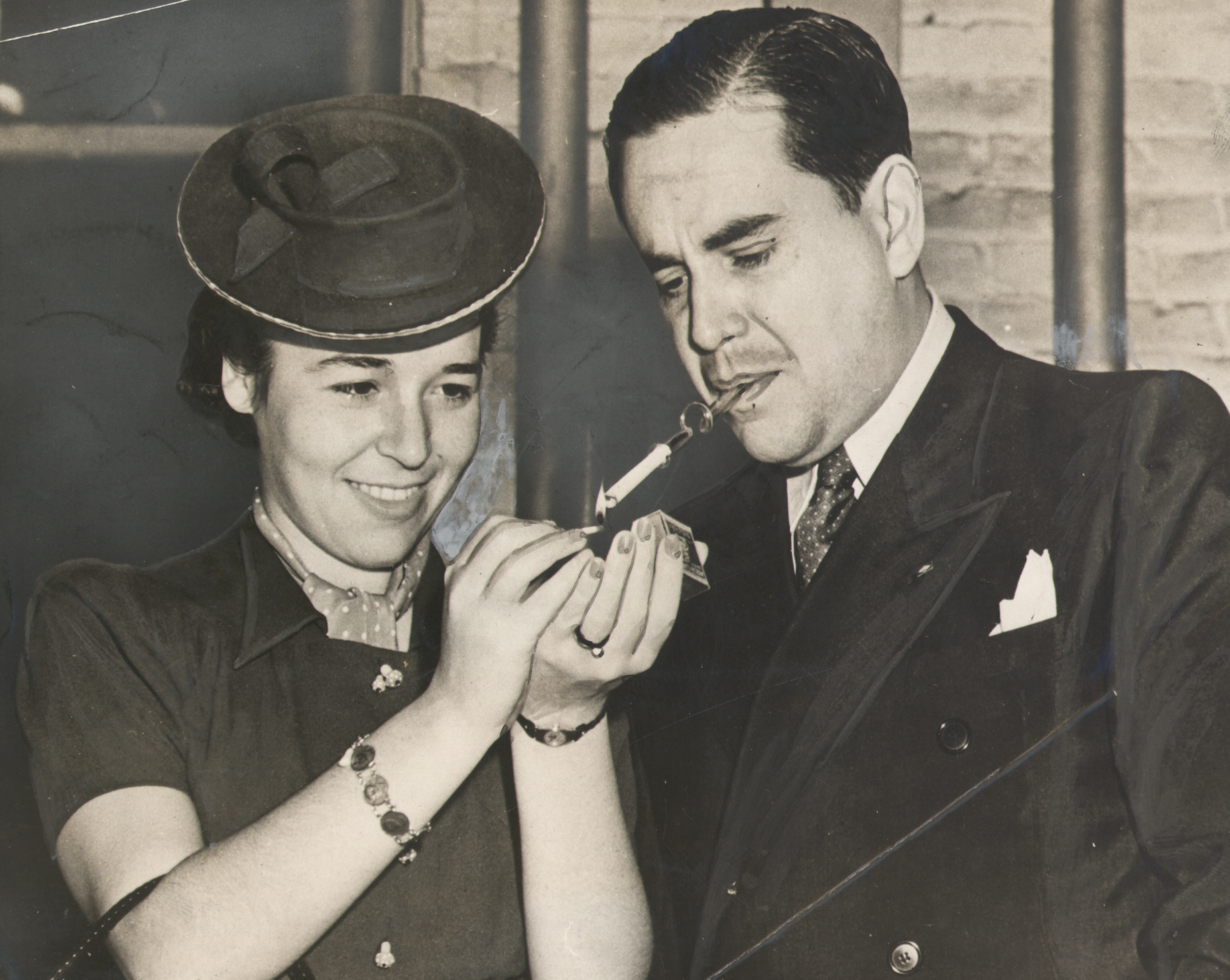
Com a primeira-dama Alzira Vargas (à direita). Retrato sob a guarda do Arquivo Nacional (Brasil).

Nasceu em Niterói, em julho de 1904. Filho de Augusto do Amaral Peixoto e Alice Monteiro. Ernâni cursou o secundário no Colégio Anchieta, da cidade de Nova Friburgo. Ingressou na Escola Naval em 1923. Em 1927 formou-se engenheiro geógrafo pela Escola Politécnica do Rio de Janeiro.
Por influência do irmão, o também militar Augusto do Amaral Peixoto, teve contato com o movimento tenentista antes da Revolução de 1930, que apoiaria e que alçaria Getúlio Vargas ao poder.
Após a eclosão da Revolução Constitucionalista de 1932, voltou de imediato da Europa para o Brasil, onde lutou ao lado das forças governamentais, como voluntário. No ano seguinte, foi nomeado ajudante de ordens do presidente da República.
Casou-se com Alzira Vargas, filha de Getúlio Vargas. Deste casamento nasceu sua única filha, Celina Vargas do Amaral Peixoto, que foi casada com o político Wellington Moreira Franco.
Foi nomeado Interventor no Estado do Rio de janeiro em 9 de novembro de 1937, nas vésperas da instauração do Estado Novo, tendo sido novamente nomeado no dia seguinte, devido à nova constituição. Na condição de interventor, procurou junto a Getúlio Vargas, do qual se tornou genro em 1939, melhorias nas condições econômicas fluminenses, do que resultou a implantação da Companhia Siderúrgica Nacional (CSN), na cidade de Volta Redonda, e da Fábrica Nacional de Motores (FNM), em Duque de Caxias.
No ano de 1939, licenciado do cargo de interventor e substituído por Alfredo da Silva Neves, presidente do Conselho de Administração do Estado do Rio, Ernâni começou a trabalhar informalmente nos Estados Unidos da América, pela aproximação do Brasil com os aliados na Segunda Guerra Mundial, o que acabou gerando resistência de certos setores das Forças Armadas simpatizantes com as forças do Eixo. De volta ao país, em 1942, apoiou a realização de passeatas estudantis a favor da entrada do Brasil na guerra, proibidas de serem realizadas na cidade do Rio, então Distrito Federal, e organizou entre cidadãos fluminenses uma subscrição para arrecadar fundos para a aquisição de um navio para a Marinha de Guerra.
Durante os anos de 1943 e 1944 dirigiu o serviço de abastecimento da Coordenação de Mobilização Econômica, órgão que tinha como objetivo orientar a economia nacional durante o desenrolar do conflito mundial; foi, posteriormente, eleito presidente de honra do Comitê Interaliado.
Após a redemocratização do país em 1946, ajudou na fundação do Partido Social Democrático (PSD), pelo qual foi eleito deputado constituinte e também presidente da seção fluminense de 1951 até 1965, quando este foi extinto. Nesse período, voltou ao comando do Estado do Rio de Janeiro, agora como governador eleito, ficando no cargo entre 1951 e 1954, tendo continuado seus esforços pela recuperação econômica fluminense e a expansão da malha rodoviária estadual e enfrentando, diretamente, a crise política que resultou na morte de Getúlio Vargas em 24 de agosto de 1954.
Foi ainda embaixador do Brasil nos Estados Unidos entre 1956 e 1959. Logo após seu regresso ao país, foi nomeado Ministro da Viação e Obras Públicas de Juscelino Kubitschek, ficando no cargo até o início de 1961, período da construção de Brasília.
Após a instauração do regime militar, ingressou no Movimento Democrático Brasileiro (MDB), partido de oposição ao novo regime, e é eleito novamente deputado federal em 1966 e posteriormente senador, entre 1970 e 1978, quando foi reeleito para novo mandato no Senado Federal, indiretamente, pela bancada da Assembleia Legislativa fluminense.
Após a abertura política, ingressou no Partido Democrático Social (PDS), herdeiro da antiga Aliança Renovadora Nacional (ARENA).
A RJ-106 recebeu nome de Rodovia Amaral Peixoto desde a década de 1950, sendo a segunda maior do Estado do Rio de Janeiro em extensão, e foi construída durante o seu governo. Ligava Niterói, sua cidade natal, à cidade de Campos dos Goytacazes. Atualmente, o trecho entre Macaé e Campos foi incorporado pela BR-101.

## Trabalhos publicados
- A Reforma Administrativa. Exposição de Motivos. (1963). Discurso (1945).
- Dezoito Meses no Ministério da Viação e Obras Públicas (1960).
- Senadores, Dados Biográficos. Quadragésima Sétima Legislatura, 1983-1987. Subsecretaria de Arquivo. Senado Federal, Brasília.

## Condecorações
- Grande Oficial da Ordem do Mérito Naval
- Grande Oficial da Ordem do Mérito Militar
- Grande Oficial da Ordem do Mérito Aeronáutico
- Grande Oficial da Ordem do Rio Branco
- Grande Oficial da Ordem do Congresso Nacional (1973/74)
- Grã-Cruz da Ordem Soberana de Malta
- Grã-Cruz da Ordem do Mérito do Peru
- Grã-Cruz da Ordem do Mérito do Chile
- Grã-Cruz da Ordem do Mérito do Líbano
- Grã-Cruz da Ordem do Mérito da Nicarágua
- Cavaleiro da Ordem da Coroa da Itália
- Oficial da Ordem do Mérito da Bolívia
- Cavaleiro da Ordem da Polônia Restituta da Polônia
- Medalha Mérito Tamandaré
- Medalha Rio Branco
- Medalha do Pacificador
- Medalha Koeler
- Medalha José Bonifácio